# 붉은고랄
붉은고랄(Naemorhedus baileyi)은 소과 산양속에 속하는 우제류(偶蹄類)의 일종이다. 인도와 티베트 그리고 미얀마에서 발견된다. 자연 서식지는 해발 1,000~2,000m 이상의 계절성 산지이다. 서식지 감소와 사냥 등으로 멸종 위협을 받고 있다.